# Melanostomias niger
Melanostomias niger és una espècie de peix de la família dels estòmids i de l'ordre dels estomiformes.

## Morfologia
- Els mascles poden assolir 26 cm de longitud total.[3][4]

## Hàbitat
És un peix marí i d'aigües profundes.

## Distribució geogràfica
Es troba a Austràlia; Nova Zelanda; des de Namíbia fins a Sud-àfrica; l'Atlàntic sud (entre 20° i 50°S) i el Pacífic.